# Shesh i Zi

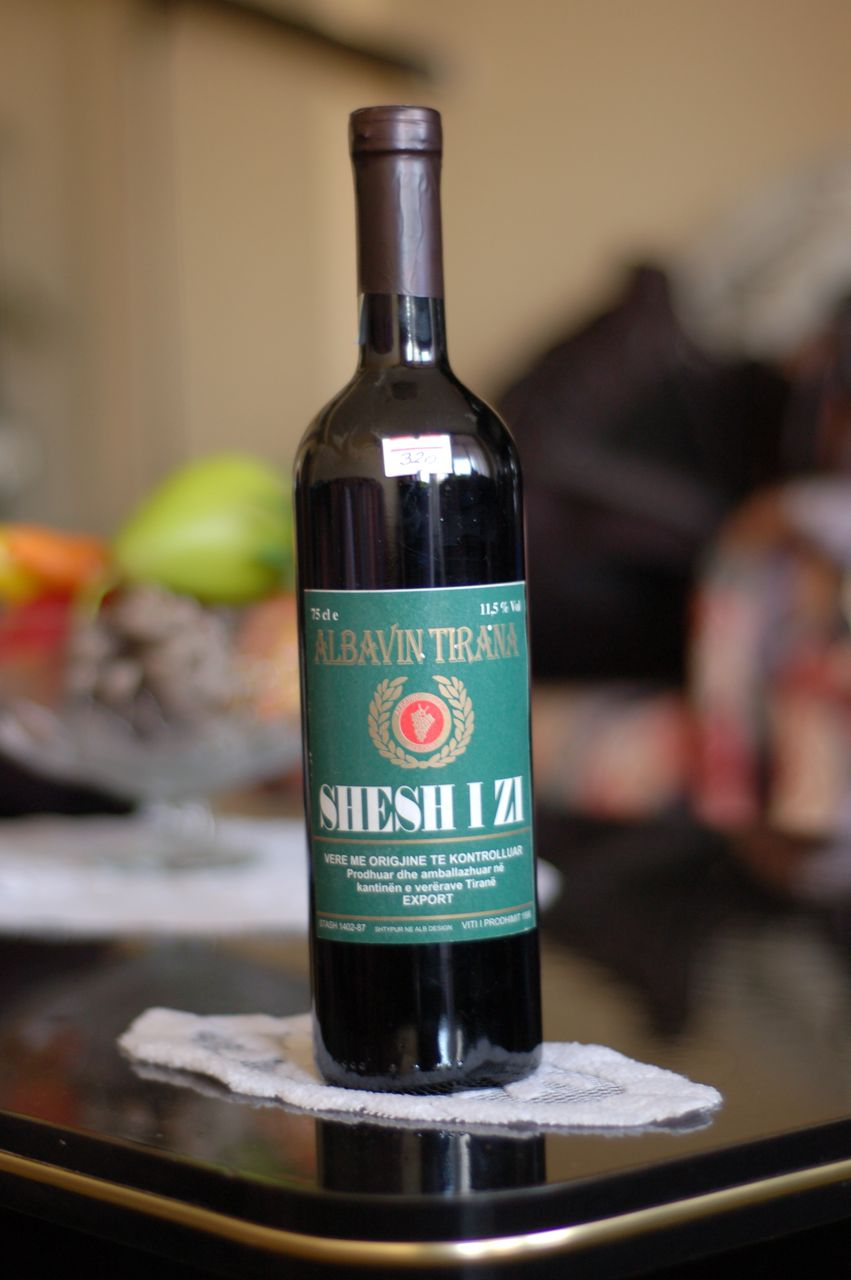

Shesh i Zi (букв. «Чорне поле») — албанський сорт червоного вина. Сорт названий на пагорбах Шеш у Центральній Албанії неподалік від Тирани, і рекомендується подавати його приблизно при 65–68 градусах за шкалою Фаренгейта.